# Jens Castrop
Jens Castrop (Düsseldorf, 29 luglio 2003) è un calciatore tedesco, centrocampista del Borussia M'gladbach.

## Biografia
Ha origini sudcoreane tramite la madre.

## Carriera

### Club
Castrop è cresciuto nel settore giovanile del Colonia. Nell'agosto del 2020 ha firmato un contratto professionistico e nel gennaio 2021 è stato promosso nella squadra riserve in Regionalliga.
Nel gennaio del 2022 è stato ceduto in prestito al Norimberga, con cui ha esordito nel calcio professionistico il 12 febbraio nell'incontro di 2. Bundesliga perso 4-1 contro il Karlsruhe. Al termine della stagione è stato riscattato per 450 mila euro. Ha segnato il suo primo gol il 2 settembre successivo nell'incontro perso 4-2 contro l'Eintracht Braunschweig.

### Nazionale
Ha giocato nelle nazionali giovanili tedesche Under-16, Under-17, Under-18, Under-19 ed Under-20.

## Statistiche

### Presenze e reti nei club
Statistiche aggiornate al 9 febbraio 2024.
| Stagione        | Squadra         | Campionato      | Campionato | Campionato | Coppe nazionali | Coppe nazionali | Coppe nazionali | Coppe continentali | Coppe continentali | Coppe continentali | Altre coppe | Altre coppe | Altre coppe | Totale | Totale |
| Stagione        | Squadra         | Comp            | Pres       | Reti       | Comp            | Pres            | Reti            | Comp               | Pres               | Reti               | Comp        | Pres        | Reti        | Pres   | Reti   |
| --------------- | --------------- | --------------- | ---------- | ---------- | --------------- | --------------- | --------------- | ------------------ | ------------------ | ------------------ | ----------- | ----------- | ----------- | ------ | ------ |
| 2020-2021       | Colonia II      | RL              | 6          | 0          |                 | -               | -               |                    | -                  | -                  |             | -           | -           | 6      | 0      |
| 2021-gen. 2022  | Colonia II      | RL              | 15         | 2          |                 | -               | -               |                    | -                  | -                  |             | -           | -           | 15     | 2      |
| gen.-giu. 2022  | Norimberga II   | RL              | 7          | 1          |                 | -               | -               |                    | -                  | -                  |             | -           | -           | 7      | 1      |
| gen.-giu. 2022  | Norimberga      | 2L              | 5          | 0          | CG              | 0               | 0               |                    | -                  | -                  |             | -           | -           | 5      | 0      |
| 2022-2023       | Norimberga      | 2L              | 29         | 2          | CG              | 4               | 0               |                    | -                  | -                  |             | -           | -           | 33     | 2      |
| 2023-2024       | Norimberga      | 2L              | 16         | 2          | CG              | 1               | 0               |                    | -                  | -                  |             | -           | -           | 17     | 2      |
| Totale carriera | Totale carriera | Totale carriera | 78         | 7          |                 | 5               | 0               |                    | -                  | -                  |             | -           | -           | 83     | 7      |